# USFRAN Bobo-Dioulasso
USFR Abidjan-Niger is een Burkinese voetbalclub uit de stad Bobo-Dioulasso.
De club werd in 1959 opgericht en als USFRAN en nam in 1989 de naam USCB aan. In 1998 werd opnieuw de oude naam aangenomen. In 2006 degradeerde de club uit de hoogste klasse.

## Erelijst
Landskampioen
1963, 1964, 1968
Beker van Burkina Faso
1966, 1967, 1969, 1971, 1974